# Guillaume Blache
Pas d'image ? Cliquez ici

a Compétitions nationales et continentales officielles uniquement.

Dernière mise à jour le 8 février 2025.
Guillaume Blache, né le 19 juillet 1985 à Tulle, est un joueur français de rugby à XV évoluant au poste de troisième ligne aile.